# Hoggicosa natashae
Hoggicosa natashae Langlands & Framenau, 2010 è un ragno appartenente alla famiglia Lycosidae.

## Etimologia
Il nome proprio della specie è in onore della madre del descrittore Natasha Langlands, per il sostegno e l'affetto mai mancati.

## Caratteristiche
L'olotipo femminile rinvenuto ha lunghezza totale è di 19,0 mm; la lunghezza del cefalotorace è di 9,0 mm e la larghezza è di 6,8 mm.

## Distribuzione
La specie è stata reperita in Australia meridionale, presso il Lago Gilles. Altre zone di rinvenimento sono nel Nuovo Galles del Sud e nel Queensland.

## Tassonomia
La denominazione Hoggicosa nastashae, presente nella pubblicazione originale, è da ritenersi un refuso.
Al 2017 non sono note sottospecie e dal 2010 non sono stati esaminati nuovi esemplari.